# Sven Gudmund Dahl
Sven Gudmund Dahl, född 5 april 1833 i Stockholm, död 23 oktober 1904 i Överjärna socken, var en svensk gymnasielärare och översättare. Dahl var son till medicine doktor Sven Abraham Dahl och kusin till Gustav Leonard Dahl.
1840 blev han elev vid Maria lägre elementarläroverk, 1847 vid Stockholms gymnasium och studerade vid Uppsala universitet 1851-1859. Under sin studietid var han en aktiv medlem av Samfundet SHT.
Dahl var vikarierande kollega vid Katarina lägre elementarläroverk 1859-1860, extra lärare vid Maria lägre elementarläroverk 1860-1862, vikarierande kollega där 1862-1863 och 1863-1879 kollega i tyska svenska och fysik. 1879 blev Dahl vid läroverkets omorganisation till högre latinläroverket å Södermalm adjunkt i svenska, matematik, historia och geografi. 1885-1887 var han sekreterare i Svenska läraresällskapet, åtnjöt tjänstledighet från 1889 och erhöll 1898 avsked från sin tjänst.
Dahl gjorde sig känd genom sina utmärkta översättningar av grekiska och romerska författare och genom sina omsorgsfullt utarbetade matriklar över Sveriges läroverkslärarkår. Han sammanställde även en värdefull förteckning över svenska pseudonymer.